# Aetheolaena otophora
Aetheolaena otophora là một loài thực vật có hoa trong họ Cúc. Loài này được (Wedd.) B.Nord. mô tả khoa học đầu tiên năm 1978.